# Malmö Arab Film Festival
Malmö Arab Film Festival (MAFF) ist ein jeden Herbst in Malmö, Schweden, stattfindendes Filmfestival des arabischen Films.
Das Festival findet seit 2011 statt und ist heute das größte arabische Filmfestival Europas.
Ein wichtiges Ziel des Festivals ist es, interkulturelles Verstehen zu fördern. Die Filme, Spielfilme, Kurzfilme und Dokumentarfilme, schildern die arabische Region und Kultur, und werden mit englischen und schwedischen Untertiteln versehen. Ein Viertel der Filme sind mit nicht-arabischen Partnern produziert.

## Filmpreise
Auf dem Filmfestival werden jedes Jahr Filmpreise verliehen:
- Best Feature Film
- Special Jury Award for feature film
- Best Director Award
- Certificate of Appreciation
- Best Actor Award
- Best Actress Award
- Best Scenario Award
- Best Director of Photography Award
- Best Documentary Film Award
- Special Jury Award for Documentary film
- Best Short Film Award
- Special Jury Award for short film
- Certificate of Appreciation